# كسل القولون
كسل القولون هو خلل في الحركة يُصيب الأمعاء الغليظة وتحديداً القولون ويتسبّب بتأخير مرور الفضلات عبر الأمعاء، وفي هذه الحالة يبقى البراز عالقاً في أجزاءٍ من القولون ولا ينتقل بشكلٍ طبيعي إلى القولون السيني المسؤول عن دفع وإخراج البراز إلى خارج الجسم. قد يترافق كسل القولون مع اختلالات أُخرى في حركة الأمعاء الدقيقة مثل تأخّر تفريغ المعدة، أو الانسداد المعوي الكاذب.

## أسباب كسل القولون
تتعدّد أسباب كسل القولون، منها:
- تلف في الأعصاب أو العضلات.
- قلّة شُرب الماء.
- تناول الكثير من مُشتقّات الحليب.
- الاستعمال المُتكرّر لمُضادّات الحموضة.
- استعمال مُسكّنات الألم القوية المُشتقّة من الأفيون أو أدوية أُخرى مثل أدوية ارتفاع ضغط الدم أو مُضادّات الاكتئاب أو مُضادّات الذُهان، والأدوية المُضادّة للكولين.
- وجود مشاكل في الغدّة الدرقية.
- الإصابة بمرض السكري.
- الإصابة ببعض الأمراض الروماتيزمية.
- قد يحدث كسل القولون بدون أي سبب معروف أيضاً.

## أعراض كسل القولون
- إمساك، وقد لا يُخرج المريض لمُدّة عدة أيام.
- إسهال.
- ألم في البطن وانتفاخ.
- غثيان أو تقيؤ.
- وجود دم في البراز.

## التشخيص
تتضمن الاختبارات والإجراءات المُستخدمة لتشخيص الانسداد المعوي ما يلي:
- الفحص البدني. سيسألك الطبيب عن تاريخك الطبي وما تختبره من أعراض. سيُجري أيضًا فحصًا بدنيًا لتقييم وضعك. قد يشك طبيبك أيضًا في الإصابة بالانسداد المعوي، إذا كانت بطنك متورمة أو مؤلمة، أو توجد كتلة في البطن. قد يستمع الطبيب للأصوات المعوية باستخدام سماعة الطبيب.
- الأشعة السينية. لتأكيد التشخيص بالانسداد المعوي، قد يوصي طبيبك بإجراء الأشعة السينية للبطن. وعلى الرغم من ذلك، يوجد بعض أنواع الانسداد المعوي لا يمكن رؤيتها باستخدام الأشعة السينية.
- التصوير المقطعي المحوسب (CT). يمزج فحص التصوير المقطعي الصور الناتجة عن التصوير بالأشعة السينية المأخوذة من عدة زوايا لإنتاج صور مقطعية مستعرضة. تُعد هذه الصور أكثر تفصيلاً من التصوير بالأشعة السينية التقليدية، ومن المرجح أن تُظهر الانسداد المعوي.
- الموجات فوق الصوتية. إذا أصيب الأطفال بالانسداد المعوي، فإن الموجات فوق الصوتية غالبًا ما تكون نوع التصوير المُفضل استخدامه. عند الصغار الذين يعانون من الانغلاف المعوي، ستُظهر الموجات فوق الصوتية عادة «عين الثور»، التي تمثل الأمعاء الملفوفة داخل الأمعاء.
- حقنة شرجية هوائية أو بالباريوم. إن الحقنة الشرجية الهوائية أو بالباريوم في الأساس إجراء مُحسّن لتصوير القولون التي يمكن إجراؤه لاكتشاف أسباب الانسداد المشكوك بها. أثناء العملية، سيُدخل الطبيب هواءً أو باريوم سائلاً إلى القولون من خلال المستقيم. بالنسبة للانغلاف لدى الأطفال، فيمكن للحقنة الشرجية الهوائية أو الباريوم أن تصلح المشكلة في معظم الأحيان، ولا تكون هناك حاجة إلى المزيد من العلاج.

## الانغلاف
إن الأسباب الأكثر شيوعًا للانسداد المعوي في البالغين هي:
- التصاقات الأمعاء: مجموعات من الأنسجة الليفية في تجويف البطن التي يمكن أن تتكون بعد الخضوع لجراحة في البطن أو الحوض.
- سرطان القولون: السبب الأكثر شيوعًا للانسداد المعوي في حالات الأطفال هو تصغير الأمعاء (الانغلاف).

تتضمن الأسباب الأخرى المحتملة للانسداد المعوي ما يلي:
- الفتق: أجزاء من الأمعاء تظهر في جزء آخر من الجسم
- أمراض الأمعاء الالتهابية، مثل داء كرون.
- الرداب القولوني: حالة تصبح فيها الجيوب الصغيرة المنتفخة (الرتوج) في القناة الهضمية ملتهبة أو مصابة.
- التفاف القولون (انفتال).
- برازًا منحشرًا.

الانسداد الزائف الانسداد المعوي الزائف (الشلل اللفائفي) يمكن أن يسبب علامات وأعراض الانسداد المعوي، ولكن لا يوجد انسداد فعلي داخل الأمعاء. في الشلل اللفائفي، تعطل مشاكل العضلات أو الأعصاب تقلصات عضلات الأمعاء المنسقة العادية، وتبطئ أو توقف حركة الطعام والسوائل عبر الجهاز الهضمي.
ويمكن أن يؤثر الشلل اللفائفي على أي جزء من الأمعاء. تشمل الأسباب ما يلي:
- جراحة البطن أو الحوض.
- العدوى.
- بعض الأدوية التي تؤثر على العضلات والأعصاب، بما في ذلك مضادات الاكتئاب ثلاثية الحلقات، مثل أميتريبتيلين  وإيميبرامين (توفرانيل)، والأدوية الأفيونية المسكنة للألم، مثل تلك التي تحتوي على الهيدروكودون (فيكودين) وأوكسيكودون (أوكسيكونتين)
- اضطرابات العضلات والأعصاب، مثل مرض باركنسون.

## العلاج
يعتمد علاج الانسداد المعوي على سبب الحالة لديك، لكنه يتطلب دخول المستشفى بشكل عام.

### علاج الانغلاف
يتم استخدام حقنة شرجية هوائية أو بالباريوم كإجراء تشخيصي، وكعلاج للأطفال المصابين بالانغلاف. إذا كانت الحقنة الشرجية فعالة، فلن تحتاج إلى المزيد من العلاج عادةً.
علاج الانسداد الجزئي
إذا كنت تعاني من انسداد يمكن من خلاله لبعض الطعام والسوائل أن تمرّ عبره (انسداد جزئي)، فإنك قد لا تحتاج إلى المزيد من العلاج بعد استقرارك. ويمكن أن يوصي طبيبك بنظامٍ غذائيٍّ خاصٍّ قليل المحتوى من الألياف، بحيث يكون من الأسهل على أمعائك المسدودة جزئيًا معالجته. وإذا لم يزل الانسداد من تلقاء نفسه، فإنّك قد تحتاج إلى الجراحة للتخفيف منه.

### علاج الانسداد الكلي
في حالة عدم قدرة أي شيء على المرور عبر الأمعاء، ستحتاج عادةً إلى جراحة لتخفيف الانسداد. سيعتمد الإجراء الذي تخضع له على سبب الانسداد والجزء المصاب من الأمعاء. تتضمن الجراحة عادةً استئصال الانسداد، علاوة على أي جزء من الأمعاء كان قد تعرض للموت أو التلف. وبدلاً من ذلك، ربما يوصي الطبيب بعلاج الانسداد بواسطة دعامة معدنية ذاتية التمدد. حيث يتم إدخال الأنبوب الشبكي السلكي داخل القولون من خلال منظار داخلي يتم تمريره عبر الفم أو القولون. ويعمل الأنبوب على فتح القولون بالقوة حتى يمكن إزالة الانسداد. عادةً ما يتم استخدام الدعامات لعلاج الأشخاص المصابين بسرطان القولون، أو توفير الراحة المؤقتة للأشخاص الذين تشكّل الجراحة الطارئة خطرًا بالغًا عليهم. قد يستمر احتياجك إلى الجراحة بعد استقرار حالتك.

### علاج الانسداد الزائف
إذا حدد طبيبك أن العلامات والأعراض الناجمة عن الانسداد الزائف (عِلَّوص شللي)، فقد يراقب حالتك لمدة يوم أو يومين في المستشفى، ويعالج السبب إذا كان معروفًا. يمكن أن يتحسن العِلَّوص الشللي من تلقاء نفسه. وفي هذه الأثناء، من المرجح أن يتم إعطاؤك الطعام عبر أنبوب أنفي أو عبر الوريد للوقاية من سوء التغذية.إذا لم يتحسن العِلَّوص الشللي من تلقاء نفسه، فقد يصف طبيبك دواءً يسبب انقباضات عضلية، وهو ما يساعد على انتقال الطعام والسوائل من خلال الأمعاء. إذا كان العِلَّوص الشللي ناجمًا عن مرض أو دواء، فسوف يعالج الطبيب المرض الكامن أو يُوقف الدواء. وفي حالات نادرة، تكون الجراحة ضرورية لاستئصال جزء من الأمعاء. في الحالات التي يكون القولون متضخمًا فيها، يمكن أن يوفر علاج يُدعى «تخفيف الضغط» الراحة. يمكن إجراء تخفيف الضغط عن طريق تنظير القولون، وهو إجراء يتم فيه إدخال أنبوب رفيع داخل فتحة الشرج ويوجّه إلى القولون. كما يمكن إجراء تخفيف الضغط قبل الجراحة.

### علاج كسل القولون
أما إن كان زمن العبور القولوني غير طبيعي، فيتمّ إجراء المزيد من الفحوصات والتحاليل لاستبعاد أمراض القولون الأخرى أو تأثير الأدوية أو الحالات الطبية الأخرى التي تُسبّب كسل القولون، بسبب وجود عدّة أسباب لكسل القولون. عند فشل تغييرات أسلوب الحياة في علاج كسل القولون قد تُساعد الأدوية في علاج الحالة،  وبالإضافة إلى المُليّنات الشعبية يوجد بعض الأدوية الجديدة لعلاج الإمساك مثل ليناكلوتيل أو لوبيبروستون. وقبل تناول أي أدوية يجب استشارة الطبيب قبل البدء باستعمال دواء لفترة طويلة.
علاج الإمساك سهلٌ ويحتاج إلى تعديلاتٍ بسيطة على أسلوب الحياة والتغذية لحلّ المُشكلة، مثل:
1. تناول الأغذية الغنية بالألياف.
2. شرب كمية كافية من الماء.
3. تجنّب مشتقّات الحليب والألبان.
4. تجنّب الأغذية المليئة بالدهون.
5. ممارسة التمارين الرياضية.
6. اتّباع برنامج لتأهيل القولون (لتدريب القولون على انتظام الحركة).

### المُليّنات الشعبية
الأطعمة التي تساعد في علاج كسل الأمعاء و تحفز زيادة حركة القولون ، تتضمن ما يلي:
- اللوز و حليب اللوز.
- التين و الخوخ و الموز و التفاح و التوت البري.
- الخضروات مثل البروكلي و القرنبيط و السبانخ و الكوسا.
- بذور دوار الشمس و اليقطين و الكتان.
- إضافة المزيد من الماء و السوائل للروتين الغذائي اليومي (2 ليتر من الماء يومياً على الأقل) خاصةً بعد تناول الطعام.
- تناول عدة وجبات صغيرة منتظمة يومياً بدلاً من وجبات كبيرة غير متكررة.

و من الأمثلة عن الأطعمة التي يجب تجنبها للوقاية من كسل الأمعاء:
- الحدّ من تناول المنتجات الحيوانية مثل الحليب و الأجبان و اللحوم فهي صعبة الهضم.
- تجنب المخبوزات المبيضة المعالجة و المحفوظة.
- تجنب المثلجات و الشيبس و الوجبات المفرزة فهي تحتوي على كمية قليلة جداً أو معدومة من الألياف الغذائية. •	تجنب القهوة و المنتجات الغنية بالكافئين، فهي تؤدي لسحب السوائل الموجودة في الجهاز الهضمي. و بالتالي تؤثر على حركة الأمعاء.
- إضافة المتممات الغنية بالألياف الغذائية: التي لا تحتاج لوصفة طبية و التي تحتوي على مادة السيلليوم النباتية Psyllium، لتحفيز حركة الأمعاء بشكل منتظم.